# ルイス・ガスタン・デ・オルレアンス・イ・ブラガンサ
ルイス・ガスタン・マリア・ジョゼ・ピオ・ミゲル・ガブリエル・ハファエル・ゴンザーガ・デ・オルレアンス・イ・ブラガンサ・イ・ヴィッテルスバシュ（ポルトガル語：Luís Gastão Maria José Pio Miguel Gabriel Rafael Gonzaga de Orléans e Bragança e Wittelsbach, 1938年6月6日 - 2022年7月15日）は、ヴァソウラス系ブラジル帝位請求者、ブラジル皇帝家家長。

## 生涯
ブラジル皇帝家家長ペドロ・エンリケと、その妻でバイエルン王ルートヴィヒ3世の孫娘であるマリア・エリーザベトとの間の長男として生まれた。最後のブラジル皇帝ペドロ2世の玄孫、ブラジル帝位継承者イザベル皇女の曾孫である。
ルイス・ガスタンの出生時、ブラジル帝室はすでに第一共和国政府による追放処分を解除されていたが、ペドロ・エンリケの一族は第二次世界大戦後の1945年になってようやくペトロポリスへと帰還した。ルイス・ガスタンは1981年に父の後を継いで名目上のブラジル帝位を継承し、「ルイス1世」（Luís I）となった。
ルイス・ガスタンは農地改革に反対する極右カトリック団体「伝統、家族、財産を守るアメリカ協会」（TFP, en）に所属している。ルイス・ガスタンが1981年に父親から帝位請求者の地位を継いだ後、帝政支持者たちは自分たちの皇帝がそのような団体に所属していることに懸念を抱くようになった。
帝政支持者の間では、TFPに所属するルイス・ガスタンとその推定相続人の弟ベルトランドを帝位請求者の地位から排除し、ベルトランドに次ぐ継承順位にあるもう一人の弟アントニオ・ジョアンを帝位請求者に据えるべきだ、という意見が力を持った。ヴァソウラス系とペトロポリス系の両ブラジル帝室のスポークスマンの間で協議が行われた結果、アントニオ・ジョアンをヴァソウラス系の新たな帝位請求者とすることになった。しかしアントニオ・ジョアンはそうした形で兄たちの地位を奪うことを望まず、辞退した。

オルレアンス・イ・ブラガンサ王朝の紋章